# Eva Schulz (Journalistin)

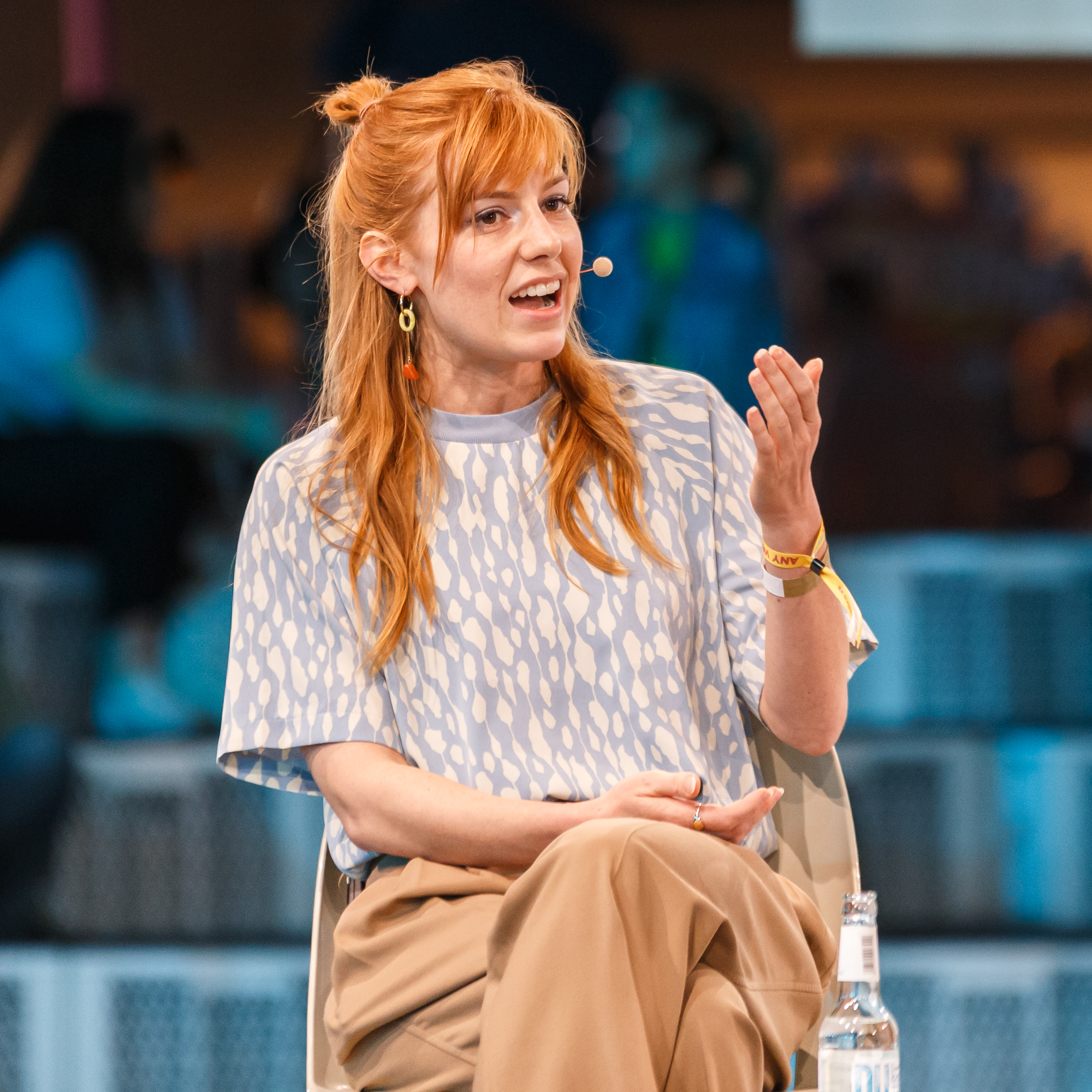
Eva Schulz auf der re:publica 2022

Eva Schulz (* 15. Juni 1990 in Borken) ist eine deutsche Journalistin, Fernsehmoderatorin und Webvideoproduzentin.

## Leben
Eva Schulz besuchte das Gymnasium Mariengarden in Borken-Burlo, an dem sie erste journalistische Erfahrungen mit der Schülerzeitung Marie sammelte. Sie gewann diverse Schülerjournalisten-Auszeichnungen, unter anderem drei Mal beim Spiegel-Schülerzeitungswettbewerb. Nebenbei schrieb sie unter anderem für Spiegel Online, Jetzt.de oder Zeit Zuender und absolvierte ein Praktikum beim Handelsblatt. Schulz studierte Kommunikation, Kultur und Wirtschaft an der Zeppelin Universität in Friedrichshafen. Ihre Abschlussarbeit schrieb sie 2013 über Innovation im öffentlich-rechtlichen Fernsehen – und wie sie verhindert wird. Anschließend begann sie ein Masterstudium im Bereich Urban Studies, welches sie abbrach. Im Rahmen des Studiums reiste Schulz zwei Semester durch Europa.

## Journalistische Arbeit
2011 war Schulz an der Entwicklung der ersten deutschen Ausgabe des Wired-Magazins beteiligt. Von 2012 bis 2014 arbeitete sie als Reporterin für das EinsPlus-Fernsehmagazin Klub Konkret. Von 2016 bis 2017 entwickelte sie den Snapchat-Newskanal hochkant für funk. Seit 2017 betreibt sie den funk-Videokanal Deutschland3000, der primär für Facebook und Instagram produziert wird. Ihr Ziel ist nach eigenen Angaben, junge Menschen zu unterstützen, sich eine Meinung zu politischen Themen zu bilden. Seit 2019 moderiert sie zudem den funk-Podcast Deutschland3000 – ’ne gute Stunde mit Eva Schulz. Von März bis August 2023 wurde eine Staffel der Talkshow Deutschland3000 in der ARD Audiothek gesendet, gefolgt von einigen weiteren Ausgaben. Seit Juni 2024 erscheinen die Folgen von Deutschland3000 wieder regelmäßig im 2-Wochen-Rhythmus, mittlerweile als Teil des Senders N-Joy.

## Auszeichnungen
- 2009: Medium Top 30 bis 30[6]
- 2011: Nominierung Deutscher Reporterpreis in der Kategorie Beste Webreportage[18]
- 2014: Kausa Media Award des Bundesministeriums für Bildung und Forschung[19][20]
- 2017: Medium Unterhaltungsjournalistin des Jahres[21]
- 2018: Nominierung Grimme Online Award in der Kategorie Information[22]
- 2019: Forbes 30 Under 30 Europe[23][24]
- 2019: 25 Frauen Award von Edition F[25]
- 2020: Kress.de Top 10 beste Politik-Journalistinnen und -Journalisten[26]
- 2020: Deutscher Podcastpreis in der Kategorie Beste*r Interviewer*in
- 2020: Kurt-Magnus-Preis für den Podcast Deutschland3000
- 2021: Medium Platz 2 als beste Unterhaltungs-Journalistin[27]
- 2024: Hanns-Joachim-Friedrichs-Preis[28]